# Cristóbal Colón (beisbolista)
Cristóbal Colón (La Guaira, Distrito Federal, Venezuela, 3 de enero de 1969) apodado en Estados Unidos como Cris Colón, fue un SS y 3B de béisbol venezolano, en la actualidad es técnico de pequeñas ligas en Venezuela.    
Inicia su carrera en la LVBP (Liga Venezolana de Béisbol Profesional), en la temporada 1986 - 1987 con el conjunto de las Águilas del Zulia, equipo con el cual permaneció a lo largo de 12 temporadas (86 - 87 / 97-98). Conjunto en el cual fue campeón en años consecutivos 91-92 y 92-93.    
A inicios de la temporada 98 - 99 es traspasado al conjunto Tiburones de La Guaira en compañía de Jorge Velandia, por los jugadores Rafael Álvarez, Alejandro Prieto y el pitcher zurdo Juan Carlos Moreno.    
En la MLB logró jugar en las Grandes LIgas en la temporada 1992 con los Texas Rangers, marcando como fecha de debut el dìa 18/09/1992.     
En la actualidad, entre otras actividades se dedica a la formación del semillero de futuros beisbolistas de Venezuela con la organización Criollitos de Venezuela en donde se inició su formación como beisbolista infantil.